# لاري جي. داهل
لاري جي. داهل (بالإنجليزية: Larry G. Dahl)‏ هو عسكري أمريكي، ولد في 6 أكتوبر 1949 في أوريغون سيتي في الولايات المتحدة، وتوفي في 23 فبراير 1971 في An Khê ‏ في فيتنام.